# 영상

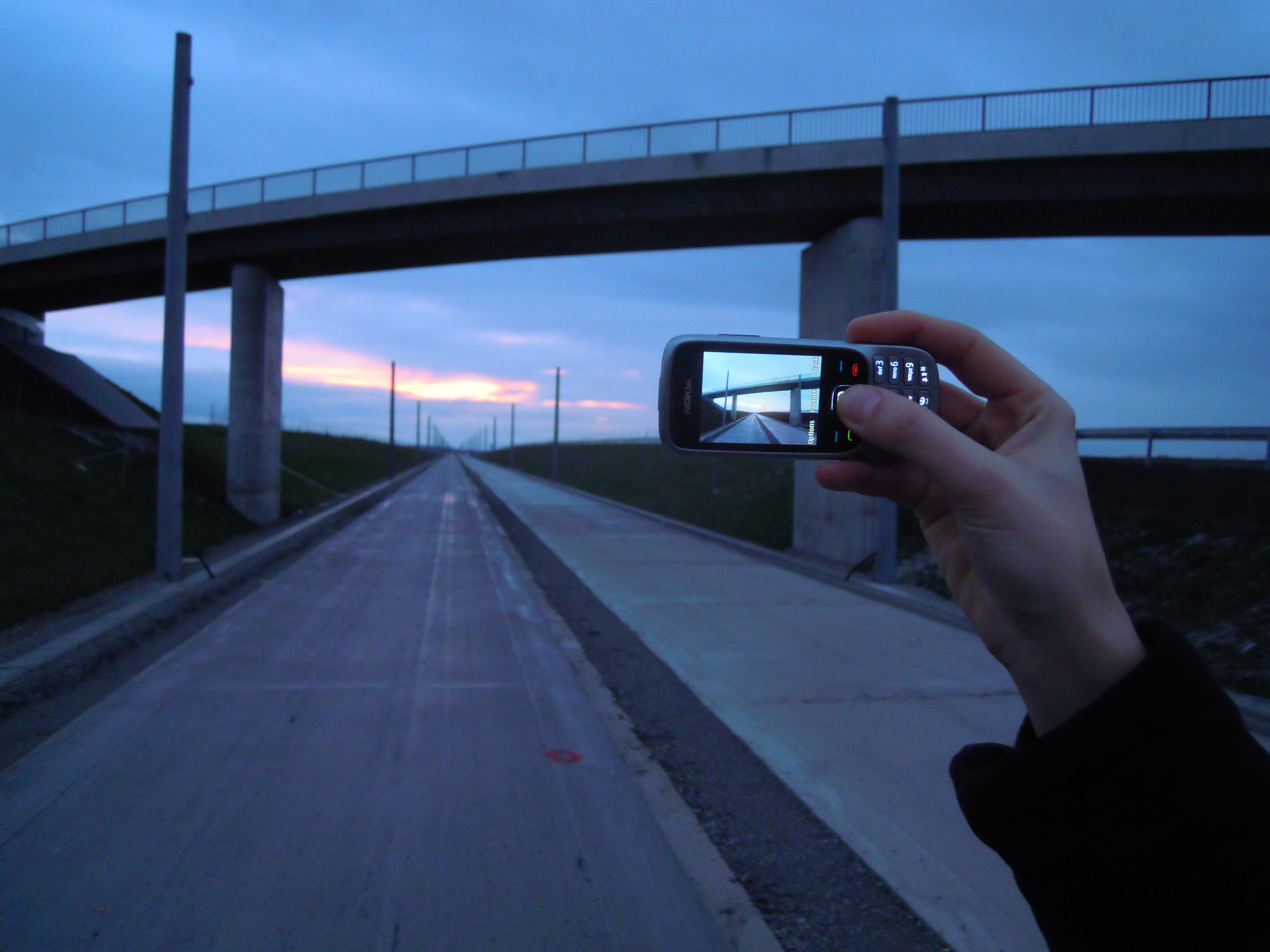
상

영상(映像) 또는 이미지(image) 또는 상(像)은 2차원 평면 위에 그려진 시각적 표현물을 가리킨다. 영상은 크게 정지영상(사진)과 동영상으로 구분되는데 근래에는 영상이 곧바로 동영상을 의미하는 경우로 많이 사용되고 있다.
영상은 인간 의식으로서의 내적 이미지에 대하여 렌즈를 통하여 형성되는 물적 이미지이다. 사진, 영화뿐만 아니라 방송, 영상디자인 등에 많이 사용되고 있다. 또한 영상은 영상을 표현하는 기술의 발전과 더불어 하나의 문화로 자리를 잡아가고 있다. 영상문화는 20세기 후반을 상징하는 새로운 문화적 현상으로 인식되고 있어서 오랜 역사를 가진 언어문화, 그 중에서도 특히 활자문화와 대비적으로 설명된다.
영상은 각기 재생 메커니즘에 따라 전달양식을 달리하지만, 어떤 양식이든 인쇄, 영화, 방송들의 미디어에 의한 복제 수단이다. 오늘날 매스커뮤니케이션 문화는 지나치게 거대화, 획일화한 영상의 대량반복으로 영상신앙을 대중의 일상심리에 깊숙이 심고 있다.
빛을 사용하는 것으로 컴퓨터의 디스플레이 장치 등 텔레비전에서 쓰이는 영상 신호가 아닌 화상을 이용하는 기기 전반에 이용하는 것도 일반적이다. 기본적으로는 동영상을 취급하는 경우가 많다.

## 여러 가지 의미
- 빛의 굴절이나 반사 등에 의하여 이루어진 물체의 상(像)
- 머릿속에서 그려지는 모습이나 광경
- 영사막이나 브라운관, 모니터 따위에 비추어진 상(像)

## 구분

### 정지영상
컴퓨터 위의 정지 화면은 디지털 카메라의 사진이나 컴퓨터 그래픽 등에서 만든 것이 있다. 또, 컴퓨터에서 처리할 수 있는 그림은 복사가 쉽고 저작권에 걸릴 가능성이 있다.
컴퓨터 그래픽스의 자료 형식은 래스터 형식과 벡터 형식으로 나눌 수 있다. 보통 사람들이 말하는 사진의 자료는 레스터로 되어 있으며, 벡터의 경우 도형이라고 불리는 경우가 많다.
특히 스틸 이미지(still image)는 하나의 정적인 그림이며 동영상(이를테면 영화)과 구분된다. 이 구문은 사진술, 시각 매체, 컴퓨터 산업에서 동영상에 대해 논하지 않는 것을 강조할 때라든지 표준과 같은 매우 정확한, 현학적인 기술적 글쓰기에서 사용된다.

### 동영상
근래에는 영상이란 단어가 곧바로 동영상의 의미로 통용되는 경우가 많으며 비디오라고도 지칭한다.

## 같이 보기
- 상 (광학)
- 필름 스틸
- 비디오
- 동영상
- 데이터 압축
- 래스터 그래픽스
- 컴퓨터 그래픽스
- 소묘 (drawing)
- 회화 (painting)